# ساختار دایرکتوری
در رایانش، ساختار دایرکتوری روشی است که یک سیستم عامل فایلهایی را که برای کاربر قابل دسترسی هستند، مرتب کند. فایل‌ها معمولاً در ساختار درختی سلسله مراتبی نمایش داده می شوند.

## نام پرونده‌ها و پسوندها
نام پرونده رشته‌ای است که برای شناسایی یک پرونده منحصر به فرد ذخیره شده در این ساختار استفاده می‌شود. تا پیش از ظهور سیستم عامل‌های 32 بیتی، نام پرونده‌ها معمولاً به نام‌های کوتاه (بین ۶ تا ۱۴ کاراکتر) محدود می‌شد. سیستم عامل‌های مدرن امروزه معمولاً نام پرونده‌های بسیار طولانی تری را مجاز می‌دانند (بیش از 250 کارکتر).

## یونیکس
سیستم عامل‌های یونیکس و شبه یونیکس از استاندارد سلسله‌مراتب سیستم‌فایل (FHS) به عنوان فرم رایج برای ساختار دایرکتوری‌های خود استفاده می‌کنند. تمامی فایل‌ها و دایرکتوری‌ها در زیر دیرکتوریِ ریشه (root directory) / حضور دارند (حتی اگر آن دیرکتوری و فایل‌ها روی دستگاه‌های فیزیکی و مجازی دیگری (نسبت به دیرکتوری ریشه) ذخیره شده باشند). 